# Аврије ле Понсо
Аврије ле Понсо (фр. Avrillé-les-Ponceaux) је насељено место у Француској у региону Центар, у департману Ендр и Лоара.
По подацима из 2011. године у општини је живело 449 становника, а густина насељености је износила 13,69 становника/km².

## Демографија
| 1962. | 1968. | 1975. | 1982. | 1990. | 2011. |
| ----- | ----- | ----- | ----- | ----- | ----- |
| 561   | 512   | 438   | 372   | 366   | 449   |